# SEV-3 (航空機)

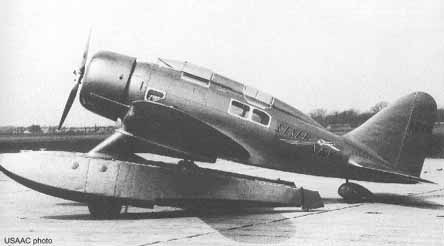
水陸両用型

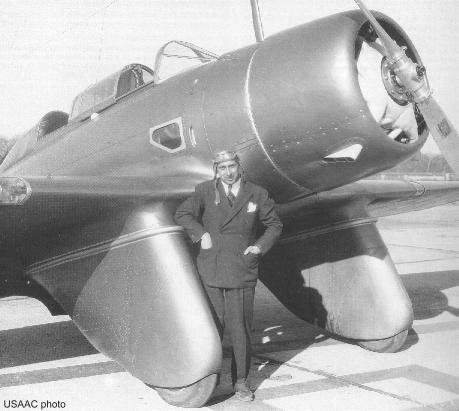
SEV-3XARとセバスキー(1934年)

セバスキー SEV-3（Seversky SEV-3）は単葉の水陸両用機である。アレクサーンドル・セーヴェルスキイがアメリカに設立したセバスキー（Seversky Aircraft Corporation）が最初に製作した航空機である。

## 概要
全金属製の片持ち低翼単葉機で、ライト J-6 ライト ワールウィンドエンジン（420 hp）を装備した単葉機である。スライド式のキャノピーのコクピットが2つ設けられ、前席にパイロットが搭乗し、後席には2名の乗員が搭乗した。車輪を内蔵できる水陸両用の双フロートまたは、太いフェアリングでカバーされた固定脚を装備することができた。1933年6月に初飛行し、すぐれた性能を示した。
1933年に水陸両用機の速度記録樹立に挑み、1935年9月15日にはその記録を370.8 km/hまで伸ばし、水陸両用機の速度記録として49年間、破られることはなかった。陸上機仕様で、普通の固定脚をつけた機体も開発された。SEV-3はP-47に至るセバスキーの標準的な設計のもとになる機体となった。陸上機仕様の機体がアメリカ陸軍航空隊の初等練習機 BT-8として採用され30機が生産された他、コロンビア空軍で水陸両用型が使用された。

## 要目 (BT-8)
出典：Swanborough, F.G. and Peter M. Bowers. United States Military Aircraft since 1909. London: Putnam, 1963.
- 乗員: 2名
- 全長:7.42 m
- 全巾;10.98 m
- 翼面積: 20.42 m2
- 空虚重量:1,317 kg
- 最大離陸重量: 1,841 kg
- エンジン: R-985-11  450 hp (336 kW)
- 最大速度: 282 km/h